# Madame Sans-Gêne (film, 1945)
Pour les articles homonymes, voir Madame Sans-Gêne (homonymie).
Pour plus de détails, voir Fiche technique et Distribution.
Madame Sans-Gêne est un film argentin réalisé par Luis César Amadori, sorti en 1945.

## Synopsis
Une simple lavandière aussi grossière que snobe, devient l'ami de Napoléon qui en fait une duchesse parmi les aristocrates de sa cour. Malgré son manque de tact, elle parvient toujours à sauver la face dans des situations délicates.

## Fiche technique
- Titre français : Madame Sans-Gêne
- Réalisation : Luis César Amadori
- Scénario : Conrado Nalé Roxlo d'après la pièce Madame Sans-Gêne d'Émile Moreau et Victorien Sardou
- Photographie : Alberto Etchebehere et Roque Giaccovino
- Musique : Mario Maurano
- Pays d'origine : Argentine
- Langue : espagnol
- Format : Noir et blanc - 1,37:1 - Mono
- Genre : Comédie
- Durée : 90 minutes
- Date de sortie : 1945

## Distribution
- Niní Marshall : Madame Sans-Gêne
- Eduardo Cuitiño : Napoleon Bonaparte
- Adrián Cuneo
- Herminia Franco
- Homero Cárpena
- Luis Otero
- Delfy de Ortega
- Tato de Serra
- César Blasco